# Kateřina Kubačková
Kateřina Kubáčková je česká modelka a úspěšná účastnice soutěží krásy. 

## Osobní život a studium
Kateřina Kubáčková pochází z Těrlicka. V letech 2005-2009 studovala na Obchodní akademii v Českém Těšíně obor Ekonomické lyceum.
Poté studovala na Filozofické fakultě Ostravské univerzity v Ostravě bakalářský obor Management v neziskovém sektoru, který absolvovala v roce 2012 a získala titul Bc.[zdroj?]

## Soutěže Miss
Kateřina Kubáčková se účastnila desítek soutěží. Na většině z nich se umístila na předních místech. Jsou to:
| - Miss Reneta 2007 – finalistka - Miss léto 2007 – vítězka - Miss FANTOM 2010 – finalistka - Miss Steel 2008 - finalistka - Miss Zlatého moku 2008 - finalistka - Soutěž Superkrás 2008 - finalistka - Top Model 2009 - 3. místo - Miss Baník 2010 - Miss sympatie | - Podhostýnská Miss Open 2010 – finalistka - Miss Jihlava Open 2010 – finalistka - Miss Academia 2010 – vítězka - Miss Baník 2010 - Miss sympatie - Miss Princess of the World Czech republic 2010 - finalistka - Miss pláž 2011 - II. vicemiss - Miss Znojmo Open 2011 – vítězka - Miss Haná 2011 - finalistka | - iMiss 2011 - iMiss Sympatie - Miss Henry Ricko 2012 - finalistka - Miss Dance Clubu U Kolji 2012 - 3. MÍSTO - Miss Vyškov Open 2012 - I. vicemiss - Miss Olomouckého kraje 2012 - finalistka - Miss Model 2012 - Miss Foto |  |